# Lüneburg

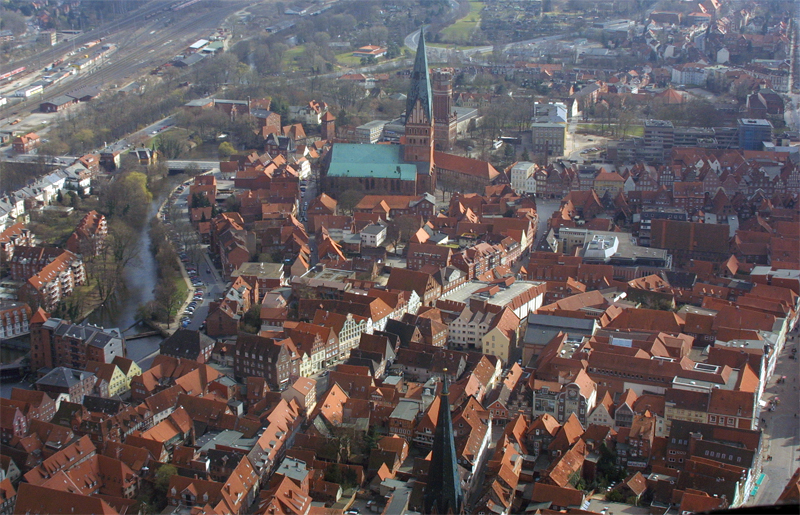
Lüneburg

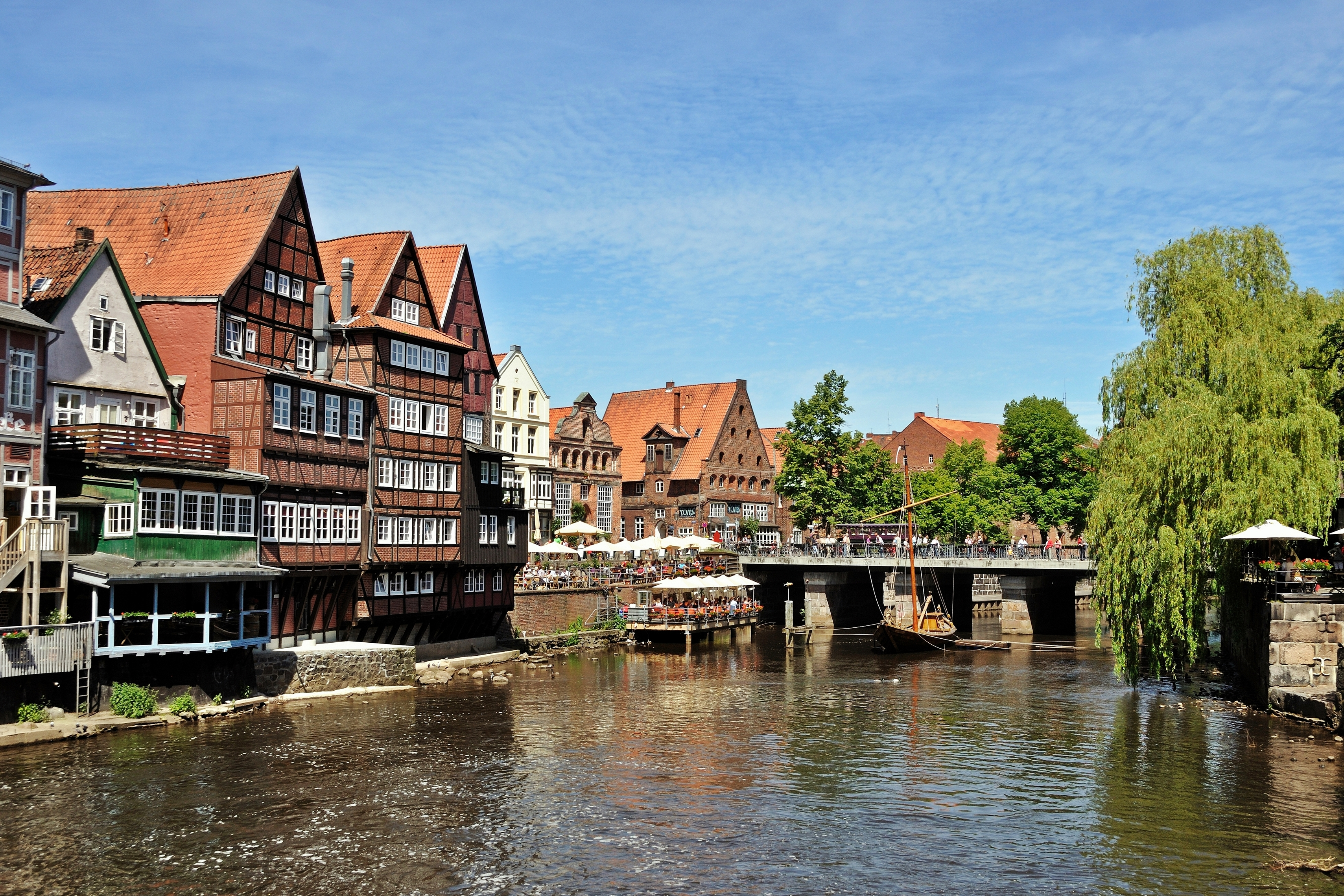
Alter Hafen

Lüneburg (česky Luneburk, polabsky Glein) je německé město ležící v spolkové zemi Dolní Sasko přibližně 50 kilometrů jihovýchodně od Hamburku. Populace města je 71 668 lidí (2013). Jedná se o správní centrum okresu Lüneburg. Městem protéká řeka Ilmenau, která se vlévá do Labe.

## Historie
Nejstarší důkazy lidské přítomnosti v oblasti Lüneburg jsou z období neandrtalců. Jedná se o 56 kamenných nástrojů nalezených na začátku devadesátých let 20. století při výstavbě dálnice mezi Ochtmissen a Bardowick. Jejich věk je asi 150 000 let.
V městě spáchal sebevraždu nacistický vůdce Heinrich Himmler po svém uvěznění britskou armádou, když požil kyanidovou kapsli před tím, než mohl být souzen za své zločiny.

## Naleziště soli
V okolí města se nacházejí naleziště soli, s níž se ve středověku hojně obchodovalo. Byla odtud vyvážena do Lübecku a dále pak po Baltském moři.
Kdy přesně byla ložiska soli objevena se neví. Podle pověsti zastřelil jednou myslivec bílé divoké prase. Nešlo však o žádné prase albína, nýbrž jeho bělost pocházela od jeho neustálého válení v soli. Kost tohoto solného divokého prasete visí na památku na radnici.

## Sport
- Lüneburger SK Hansa, fotbalový tým

## Osobnosti města
- Johann Sebastian Bach (1685–1750), německý skladatel barokní hudby
- Bernhard Riemann (1826–1866), německý matematik
- Niklas Luhmann (1927–1998), německý sociolog, teoretik vědy a společenských systémů

## Partnerská města
- Clamart, Francie (od roku 1975)
- Ivrea, Itálie (od roku 1988)
- Naruto, Japonsko (od roku 1974)
- Scunthorpe, Spojené království (od roku 1960)
- Tartu, Estonsko (od roku 1993)
- Viborg, Dánsko (od roku 1992)